# 산토정 (효고현)
산토정(山東町)은 효고현 중부에 있던 아사고군의 정이다.
2005년 4월 1일에 동군 아사노정, 아사고정, 와다야마정과 합병해 아사고시가 되었기 때문에 소멸하였다. 

## 지리
지리적으로는 효고 현의 북동부에 해당하며 동쪽을 교토 부 아마다 군 야쿠노 정과 단바 시와 접한다.북쪽과 서쪽으로는 와다야마 정과 접하고 남쪽으로는 아사라이 정, 이쿠노 정과 접하고 있다. 마을 중앙부에서 국도 9호선과 국도 427호가 만난다.

## 역사
- 1954년 3월 31일 - 야나세정, 아와가촌, 요후토촌이 합병해 성립하였다.
- 2005년 4월 1일 - 아사노정, 아사고정, 와다야마정이 합병해 아사고시가 성립하였다. 동일 산토정은 폐지되었다.

## 교통

### 도로
- 기타킨키-도요오카 자동차도(일본어판)
- 국도 9호선
- 국도 제427호선 (일본)(일본어판)